# Springdale Township (comté de Cedar, Iowa)
Springdale Township est un township, du comté de Cedar en Iowa, aux États-Unis,.
Le township est fondé en 1853. Springdale Township était un lieu important du chemin de fer clandestin. 

## Source de la traduction
- (en) Cet article est partiellement ou en totalité issu de l’article de Wikipédia en anglais intitulé « Springdale Township, Cedar County, Iowa » (voir la liste des auteurs).